# Ривабела (Болоња)
Ривабела (итал. Rivabella) је насеље у Италији у округу Болоња, региону Емилија-Ромања.
Према процени из 2011. у насељу је живело 260 становника. Насеље се налази на надморској висини од 105 м.